# Малгерсдорф
Малгерсдорф (њем. Malgersdorf) општина је у њемачкој савезној држави Баварска. Једно је од 31 општинског средишта округа Ротал-Ин. Према процјени из 2010. у општини је живјело 1.182 становника. Посједује регионалну шифру (AGS) 9277131.

## Географски и демографски подаци
Малгерсдорф се налази у савезној држави Баварска у округу Ротал-Ин. Општина се налази на надморској висини од 398 метара. Површина општине износи 11,5 km². У самом мјесту је, према процјени из 2010. године, живјело 1.182 становника. Просјечна густина становништва износи 103 становника/km².